# 3392 Setouchi
3392 Setouchi este un asteroid descoperit pe 17 decembrie 1979 de Hiroki Kosai și Goro Sasaki.